# روی خط (فیلم ۲۰۲۲)
روی خط (به انگلیسی: On the Line) یک فیلم دلهره‌آور آمریکایی محصول سال ۲۰۲۲ به نویسندگی، تهیه‌کنندگی و کارگردانی رومولد بولانجر با بازی مل گیبسون، کوین دیلون، انریکه آرسه، ویلیام مسلی و نادیه فارس است.

## داستان
یک مجری به یک شرکت کننده تماس می‌گیرد، جایی که یک فرد ناشناس تمام خانواده مجری را تهدید به کشتن می‌کند. برای نجات عزیزان، مجری رادیو باید یک بازی بقا انجام دهد و تنها راه برنده شدن، کشف هویت مجرم است.

## تولید
فیلمبرداری اصلی در ۹ ژوئن ۲۰۲۱ در پاریس آغاز شد.

## پاسخ انتقادی
این فیلم در وب‌سایت جمع‌آوری نقد و بررسی راتن تومیتوز بر اساس ۲۱ نقد، ۲۴ درصد امتیاز تأیید دارد. و در سایت ای ام دی بی نمره ۵٫۴ از ۱۰ را براساس ۳٫۳۰۰ رای بدست آورده‌است.